# Aconitum calthifolium
Aconitum calthifolium là một loài thực vật có hoa trong họ Mao lương. Loài này được Comber mô tả khoa học đầu tiên năm 1934.